# KOM-teatern

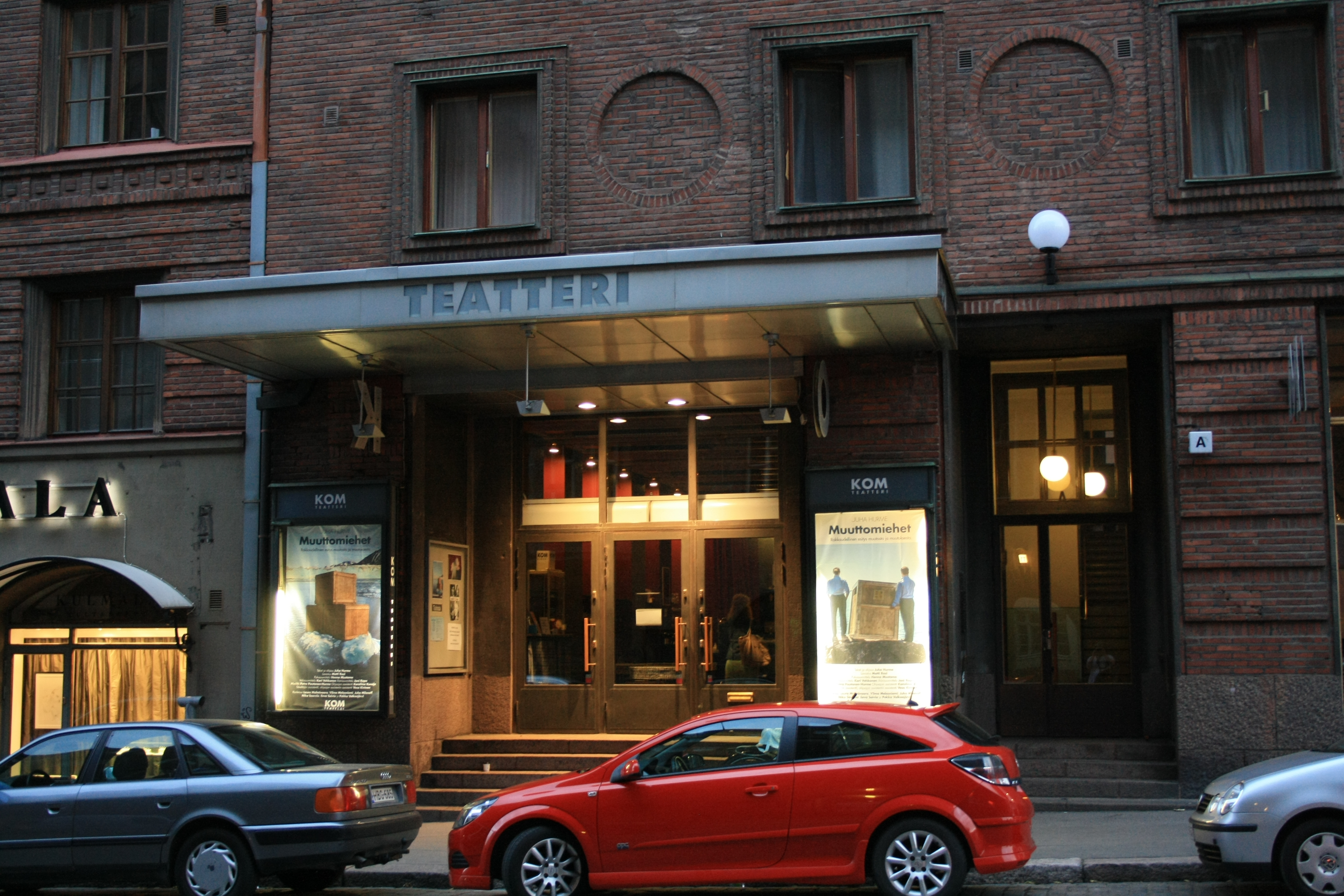
KOM-teatern.

KOM-teatern är en teater i Helsingfors.
KOM-teatern räknar sitt ursprung från åren 1969–1970, då Kaisa Korhonen arbetade som ledare och regissör på Svenska Teaterns lilla scen. Hon förverkligade en repertoar som innehöll både engagerad dramatik, barnteater och konserter. KOM-teatern blev 1971 finskspråkig, KOM-teatteri. Den spelade på Koittos scen och turnerade på landsbygden och bland finska invandrare i Sverige. År 1977 fick teatern en egen scen i Helsingfors vid Tavastvägen 68, men flyttade 1982 till en lokal vid Fredrikstorg. Vintern 1981–1982 spelade KOM-teatern i Söderviks gamla kraftverk, där Aleksis Kivis dystra Kullervo uppfördes. 
KOM-teatern har i pjäsval och regi utgått från en vänsterpolitisk ståndpunkt. År 1981 inleddes samarbete med Lilla Teatern, avsett att stärka underlaget för de båda scenerna med bibehållande av deras konstnärliga profiler. Från 1984 verkar teatern i den tidigare biografsalongen Joukola vid Kaptensgatan 26. Chefer har varit Kaj Chydenius 1971–1979 och 1980–1981, Kalle Holmberg 1981–1982 samt Pekka Milonoff 1979–1980 och sedan 1982. 
På senare år har KOM-teatern satsat mycket på yngre inhemsk dramatik; ett av de starkaste namnen har varit Reko Lundan, andra är Jari Tervo, Rosa Liksom, Anna-Leena Härkönen och Pirkko Saisio. Tack vare att kompositörer som Kaj Chydenius, Eero Ojanen och Markus Fagerudd har gjort musik för föreställningar och musikpjäser har det musikaliska inslaget varit betydande. KOM-teatern har publicerat bland annat ett stort antal skivor.